# St. Johann Baptist (Dollendorf)

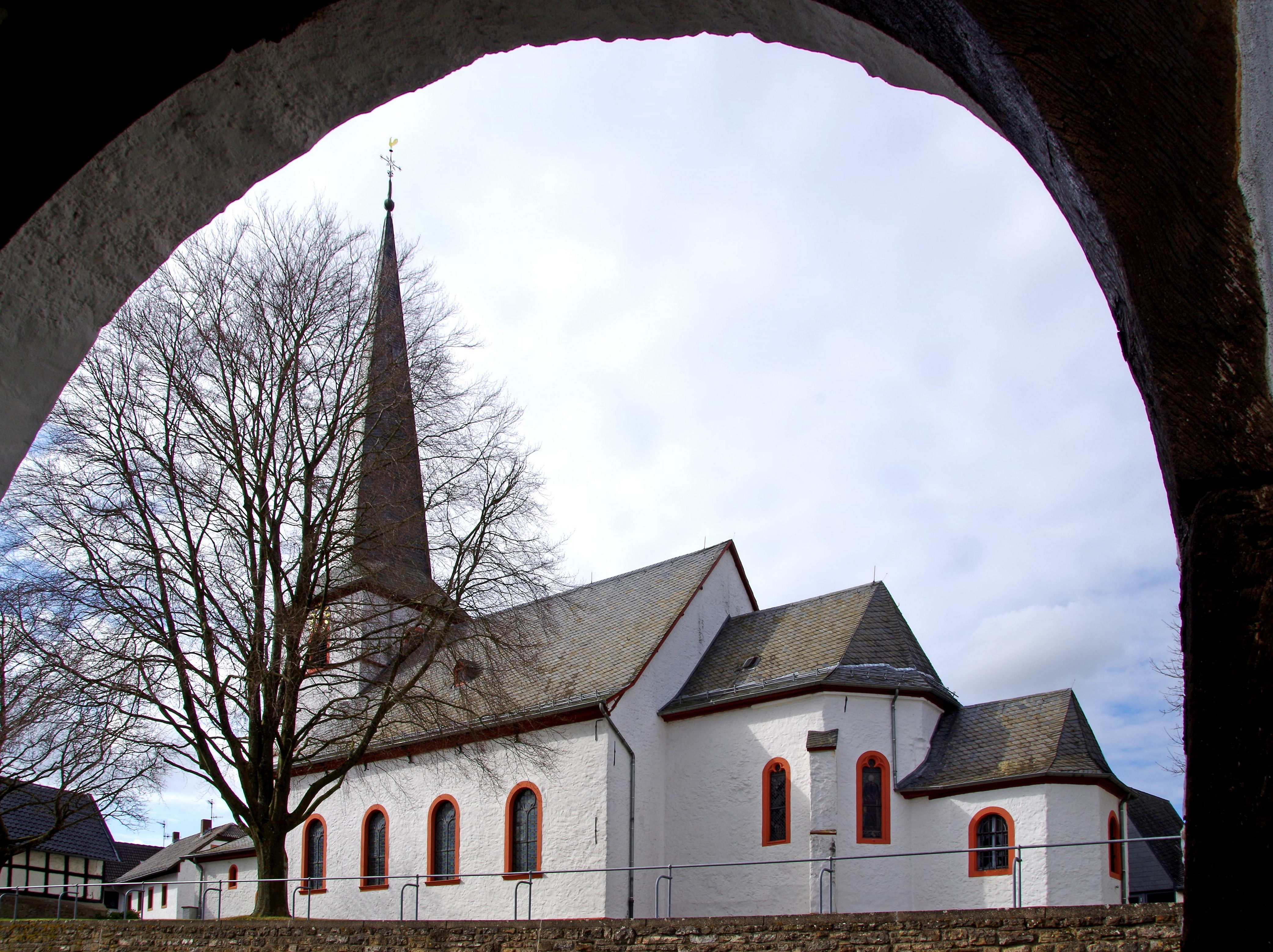
St. Johann Baptist von Südosten

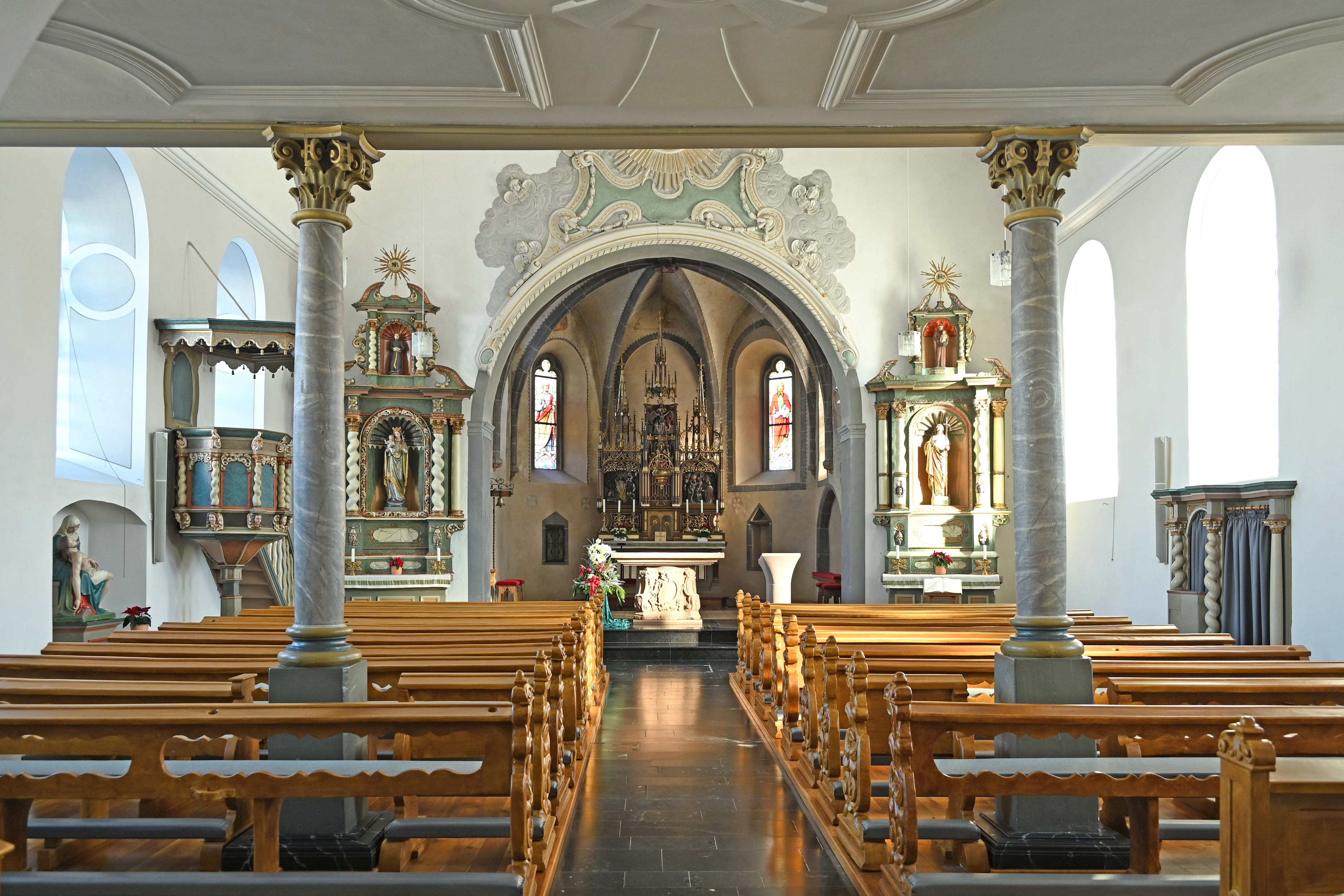
Innenraum, barocke Ausstattung

St. Johann Baptist ist die römisch-katholische Pfarrkirche des Blankenheimer Ortsteils Dollendorf im Kreis Euskirchen in Nordrhein-Westfalen.
Das Gotteshaus ist dem hl. Johannes dem Täufer geweiht und unter Nr. 75 in die Liste der Baudenkmäler in Blankenheim (Ahr) eingetragen. Zur Pfarrgemeinde gehören noch die Filialen Ahrhütte mit der Filialkirche St. Antonius Abt und Schloßthal mit der Kapelle St. Antonius von Padua.

## Geschichte
Erstmals urkundlich erwähnt wurden Kirche und Pfarrei im Liber valoris aus der Zeit um 1308. Kollator waren bis 1527 zunächst die Grafen von Manderscheid und bis 1802 schließlich die Grafen von Salm-Reifferscheidt-Dyck. Zwischen 1802 und 1825 gehörte die Pfarre Dollendorf zum Bistum Trier, zwischen 1825 und 1930 wieder zum Erzbistum Köln und seit 1930 schließlich zum Bistum Aachen.

### Kirchengebäude
Eine erste nachweisbare Kirche wurde im 14. Jahrhundert errichtet. Dieses Gotteshaus war der hl. Dreifaltigkeit geweiht. Seit wann Johannes der Täufer der Patron der Kirche ist, ist nicht bekannt. Im 14. oder 15. Jahrhundert wurde der fünfseitig geschlossene Chor errichtet. Das Kirchenschiff wurde Anfang des 18. Jahrhunderts baufällig, sodass ein Neubau nötig wurde. Zwischen 1732 und 1736 wurde schließlich das heutige Kirchenschiff unter Beibehaltung des Glockenturms und des Chores erbaut. 1909 wurde im Kirchenschiff ein neues Tonnengewölbe eingezogen. Zwischen 1974 und 1976 wurde der Innenraum renoviert, wobei im Chor Wandmalereien des 14. oder 15. Jahrhunderts freigelegt wurden.

## Ausstattung
Im Innenraum haben sich eine barocke Kanzel, sowie zwei einfache barocke Nebenaltäre erhalten. Im Chor befindet sich ein neugotischer Hochaltar aus der Zeit zwischen 1900 und 1910, sowie ein am 22. Dezember 1979 konsekrierter moderner Volksaltar. Außerdem haben sich im Chor zwei Buntglasfenster mit Darstellungen des hl. Petrus und des hl. Paulus, welche um 1900 von der Firma Reuter und Reichart geschaffen worden sind, erhalten.

St. Johann Baptist
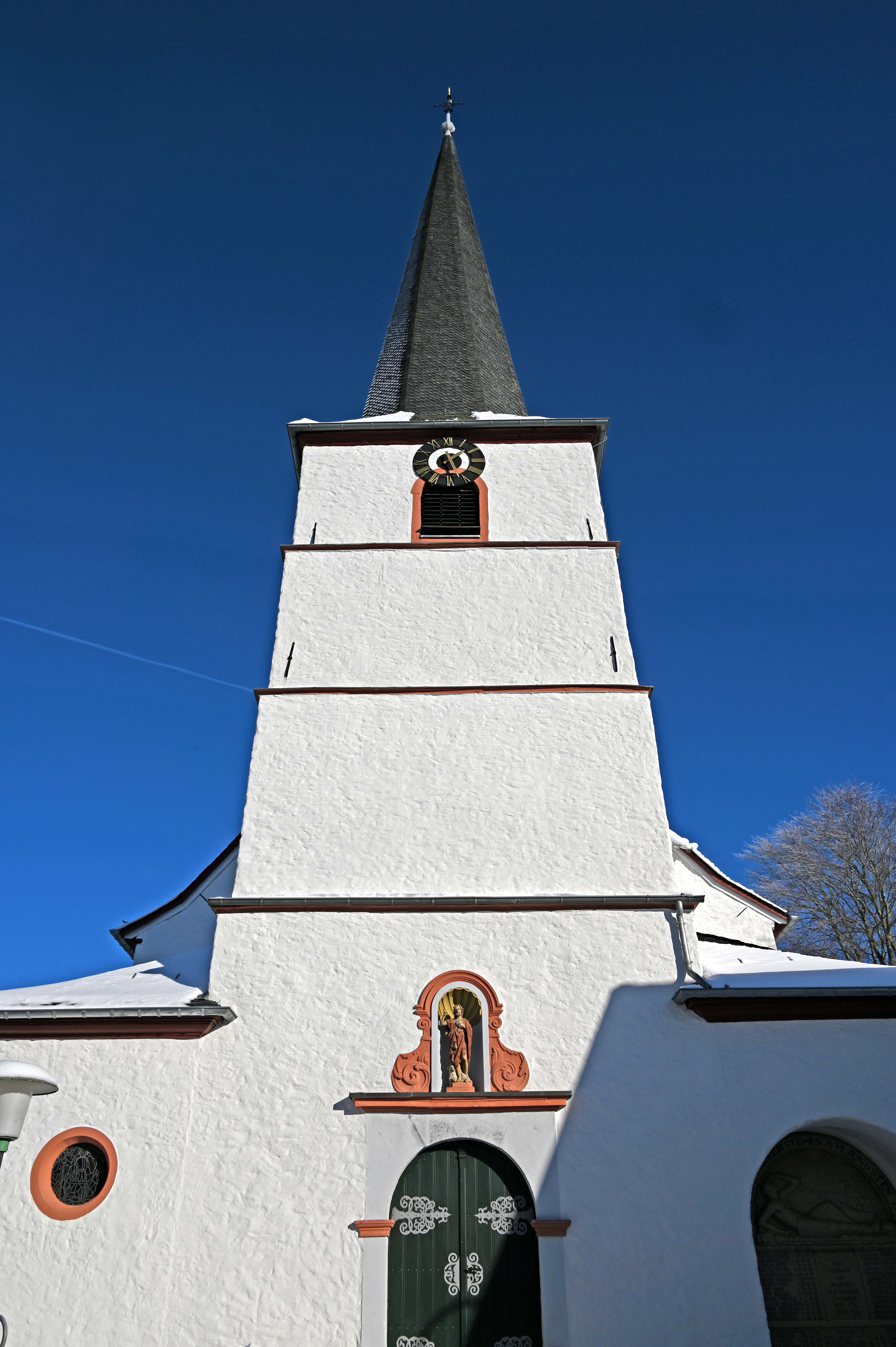
Turm
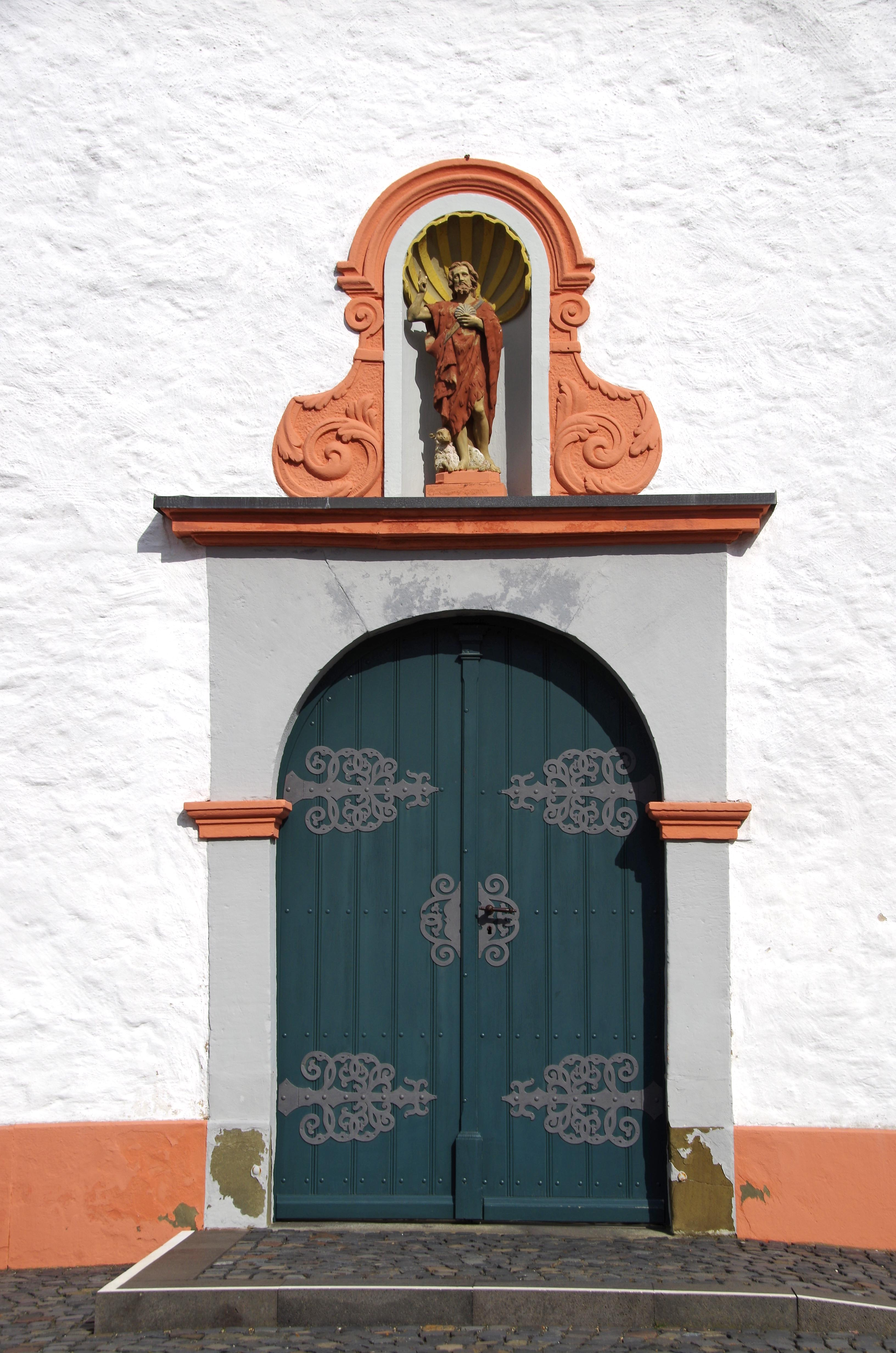
Portal
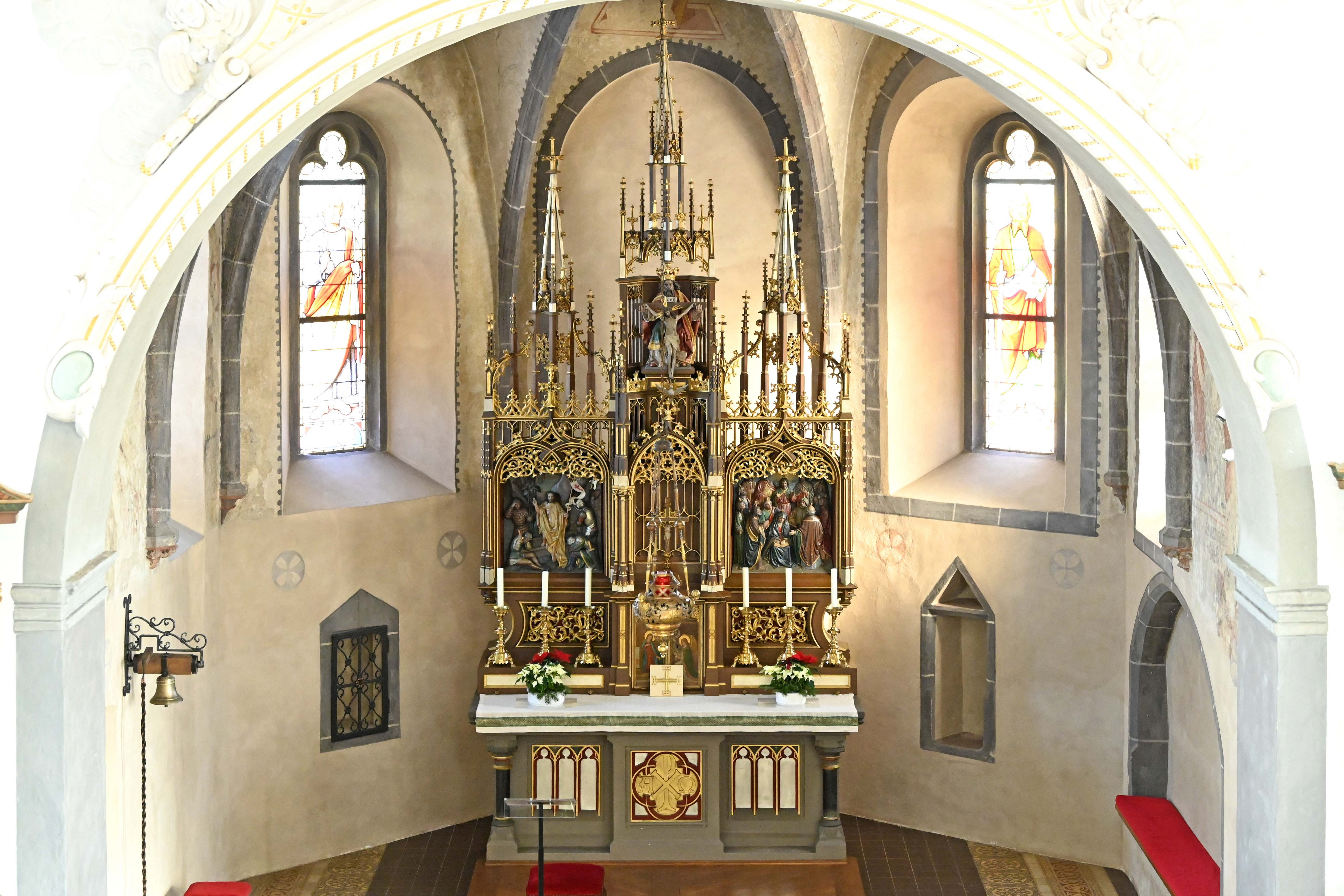
Chor, Hochaltar
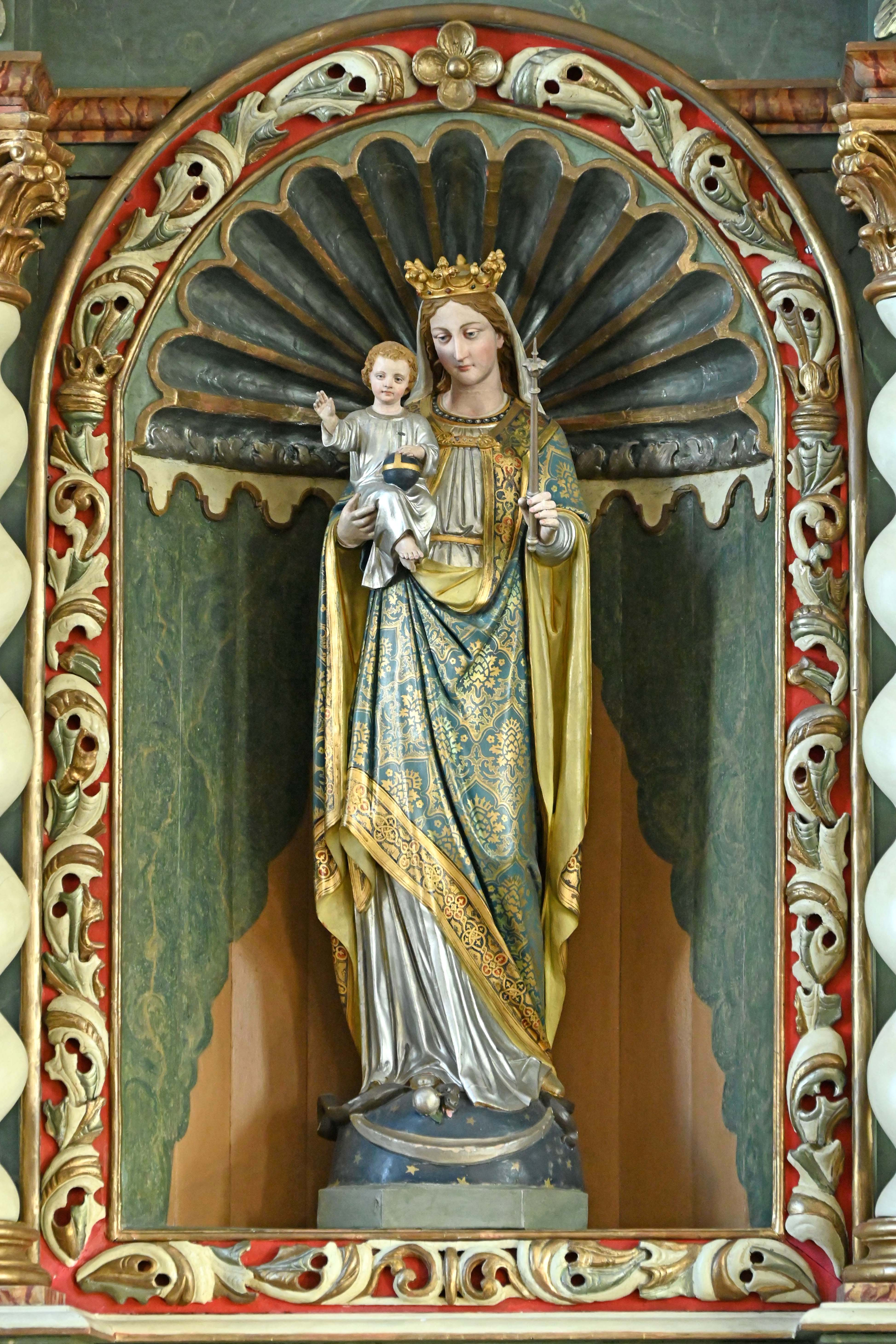
Marienaltar
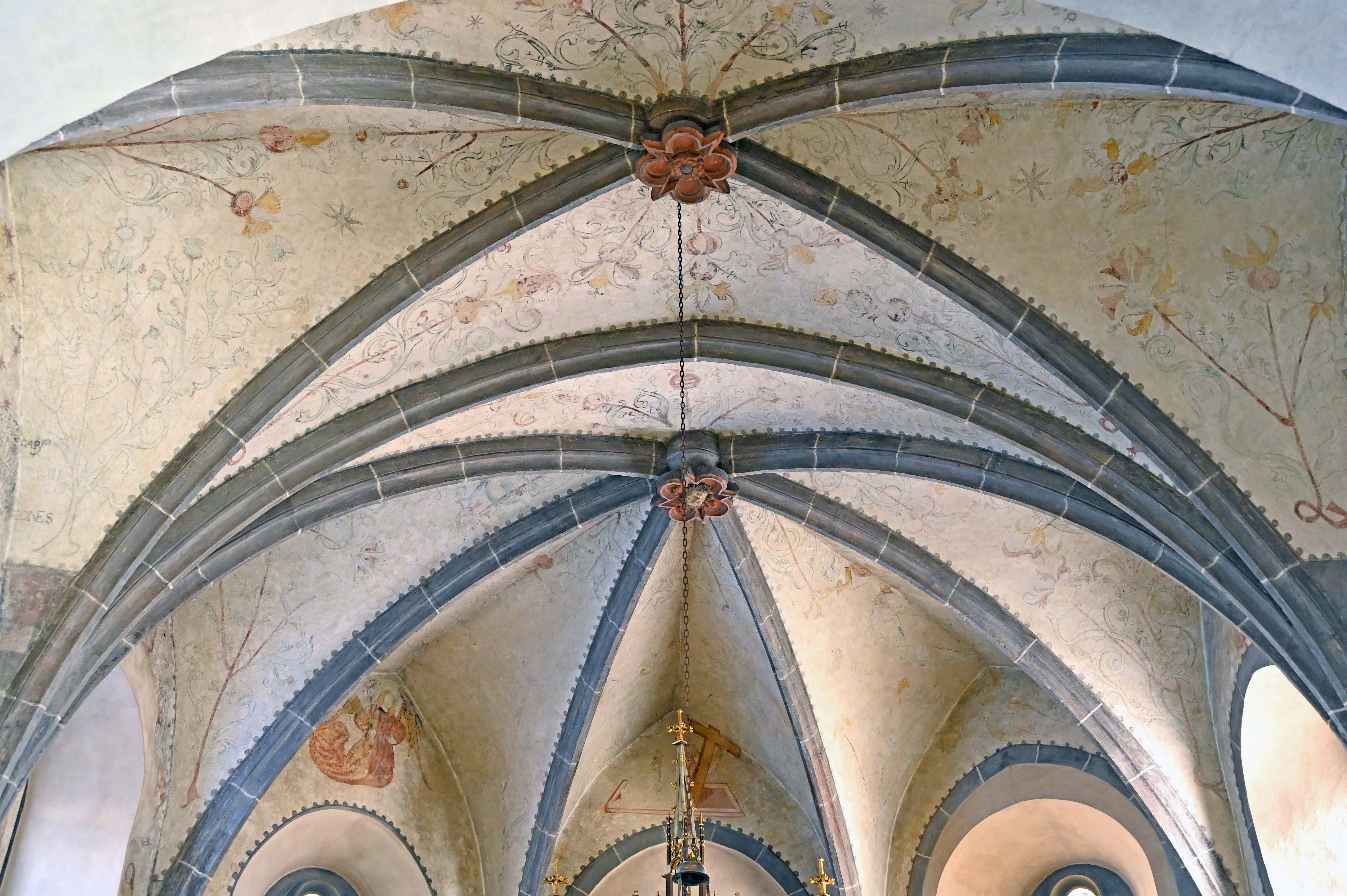
Gotisches Chorgewölbe
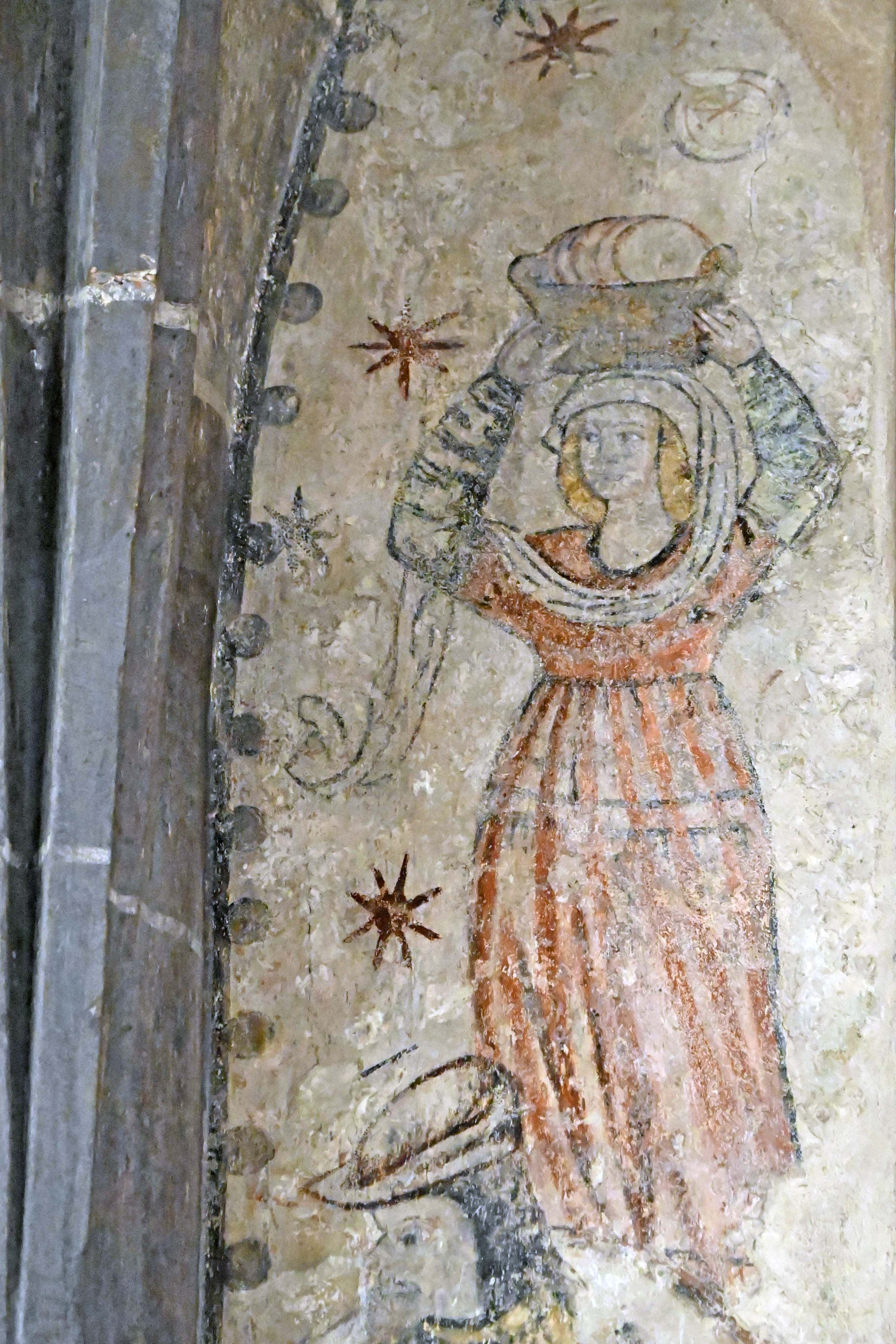
Fresko
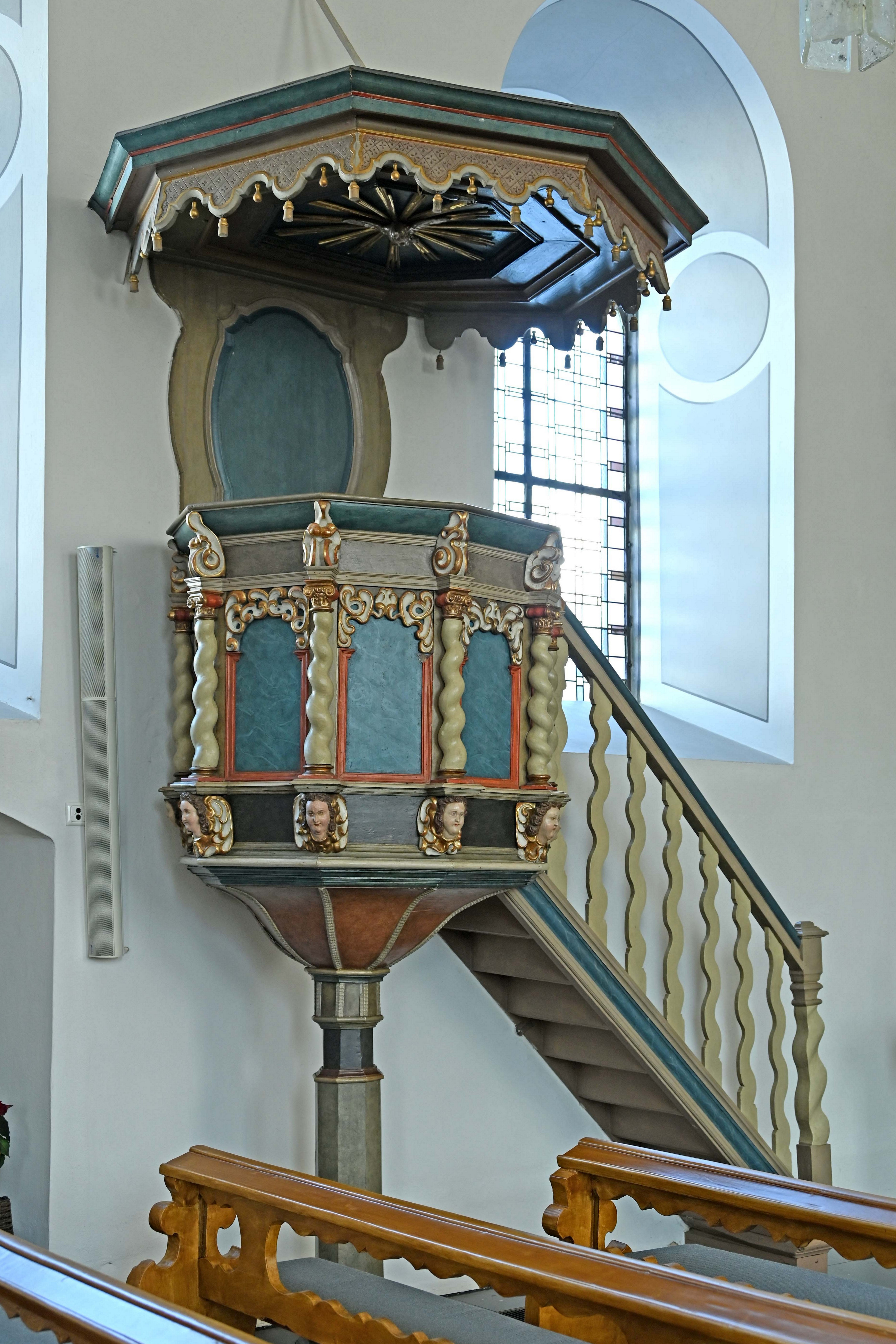
Barocke Kanzel
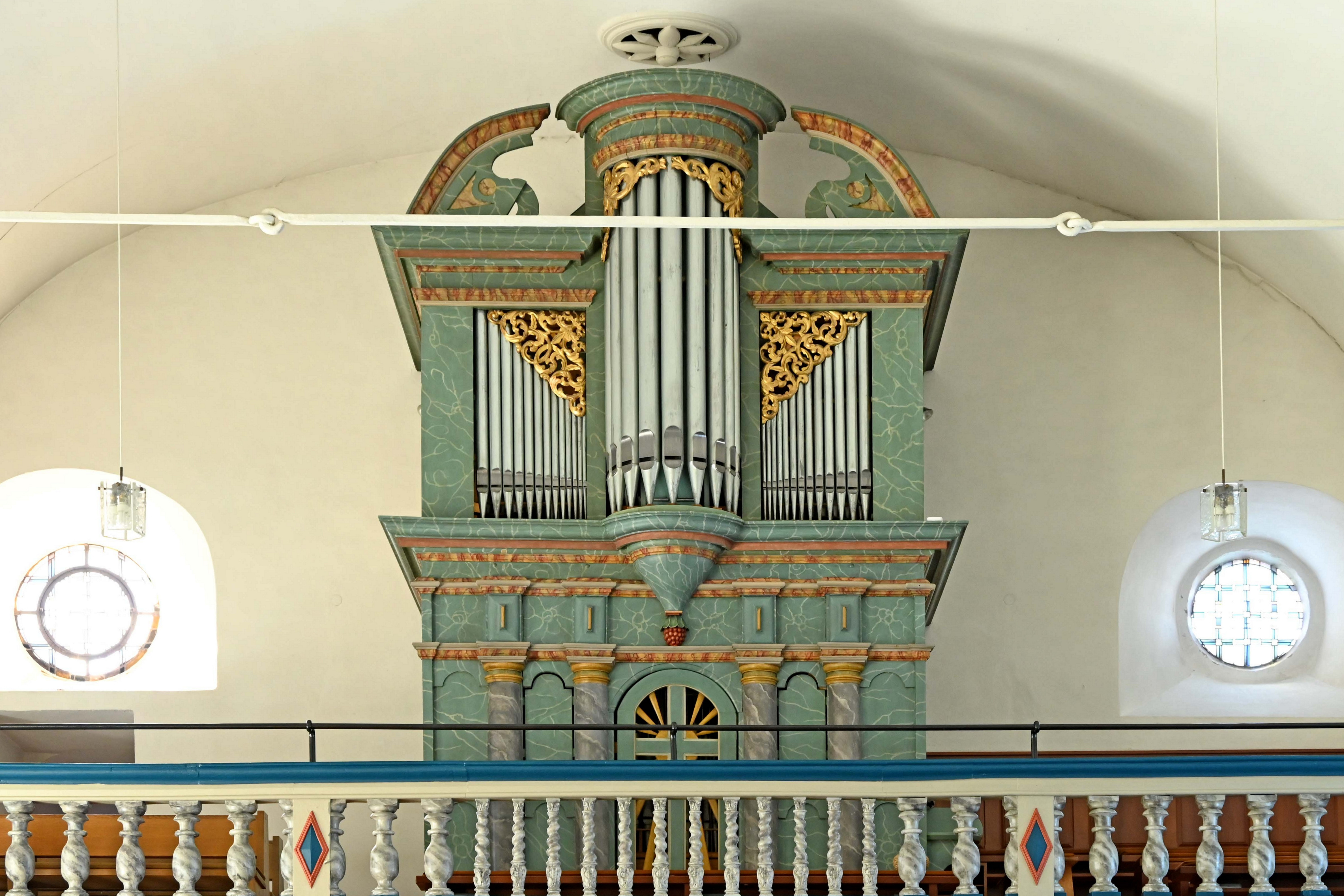
Orgel (1735/1957)
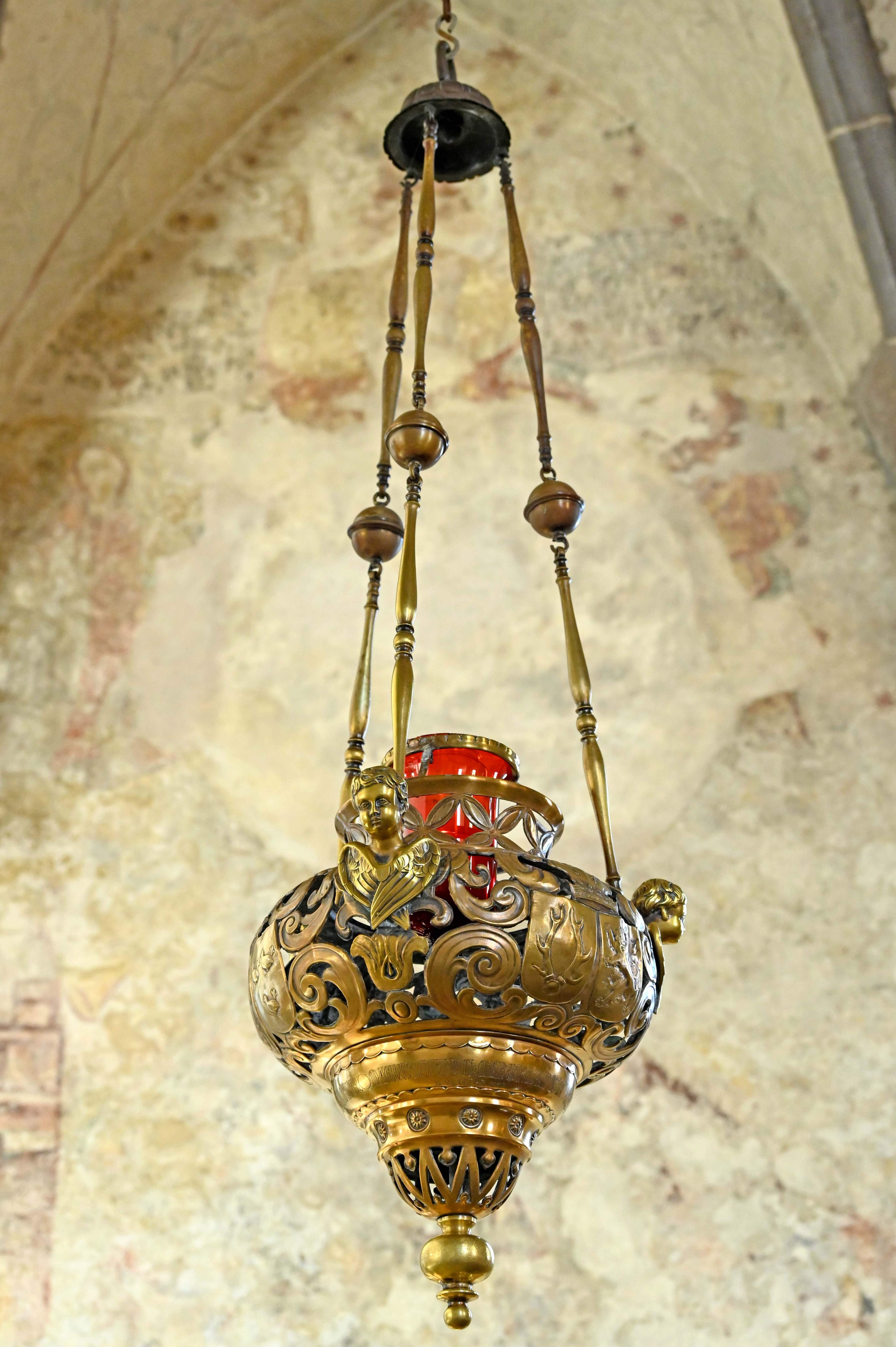
Ewiges Licht

## Architektur
St. Johann Baptist ist eine in Ost-West-Ausrichtung erbaute einschiffige Saalkirche. Dem tonnengewölbten barocken Kirchenschiff aus den 1730er Jahren ist ein viergeschossiger gotischer Glockenturm des 14./15. Jahrhunderts vorgebaut. Er besitzt einen achtseitigen Turmhelm. Im Untergeschoss befindet sich das Hauptportal. Links und Rechts des Turmes sind zwei kleine Vorhallen zu den Seiteneingängen angebaut. Im Osten des Kirchenschiffs befindet sich der gotische und fünfseitig geschlossene Chor des 14./15. Jahrhunderts. Er wird von einem Kreuzrippengewölbe überspannt. An der Nord- und an der Ostseite ist jeweils eine Sakristei angebaut.

## Orgel
Die Orgel wurde vermutlich 1679 von Franz Theisen (Neef/Mosel) als einmanualiges, pedalloses Werk für die Klosterkirche Niederprüm erbaut und 1735 nach Dollendorf umgesetzt. Anlässlich einer Instandsetzung 1957 durch die  Orgelbauanstalt Georg Stahlhuth wurde das Instrument mit einem zweiten Manual und Pedal erweitert; seitdem verfügt es über 17 Register.

## Glocken
Im mittelalterlichen Glockenturm von St. Johann Baptist befinden sich drei Glocken. Die beiden ältesten und gleichzeitig größten Glocken stehen unter Denkmalschutz.
| Nr. | Name | Durchmesser (mm) | Masse (kg, ca.) | Schlagton (HT-1/16) | Gießer                                                 | Gussjahr |
| 1   | –    | 1.173            | 1000            | e′ −3               | Claudius Lamiral, Arnsberg/Bonn                        | 1652     |
| 2   | –    | 1.074            | 700             | fis′ −4             | Claudius Lamiral, Arnsberg/Bonn                        | 1652     |
| 3   | –    | 970              | 530             | gis′ +3             | August Mark, Eifeler Glockengießerei Mark, Brockscheid | 1953     |

Motiv: Pater noster